# Simone Ortega
Simone Klein Ansaldy, també coneguda com a Simone Ortega (Barcelona, 29 de maig de 1919 — Madrid, 2 de juliol de 2008), va ser una autora de diversos llibres de cuina, el més famós dels quals és 1080 receptes de cuina, un dels llibres més divulgats a Espanya, amb 3,5 milions d'exemplars venuts des de la seva primera publicació.
De família francesa alsaciana, el seu cognom era Klein, però signava els llibres amb el cognom del seu marit, l'empresari editorial José Ortega Spottorno, que va crear l'editorial Alianza l'any 1966.
L'any 1987 Simone va rebre el Premio Especial de Gastronomía. Va compaginar l'escriptura dels seus llibres amb la docència en un institut de secundària a Madrid. A l'última etapa de la seva vida va col·laborar en programes de ràdio i va escriure per a revistes com ¡Hola!. Als seus últims llibres de cuina va col·laborar amb sa filla, Inés Ortega Klein, que ha continuat la carrera de sa mare escrivint obres sobre l'art culinari.
Simone Ortega va rebre diversos guardons, entre els quals el Premio Especial de Gastronomía (1987) i el títol de Cavaller de les Arts i les Lletres de la República Francesa (2003).

## Obra
- "1080 recetas de cocina" (1972). Publicat en català 1080 receptes de cuina ISBN 8473066499 (Pòrtic, 2000), ISBN 8496499375 (Mina, 2005), ISBN 8499300227 (Labutxaca, 2009)
- "Nuevas recetas de cocina" (1984)
- "Quesos españoles" (1987)
- "La cocina de Madrid" (1987)
- "El libro de los potajes, las sopas, las cremas y los gazpachos" (1988)
- "Las mejores recetas de Simone Ortega" (1990)
- "El Libro de Los Platos de Cuchara" (2004). En col·laboració amb sa filla.